# Parafia św. Wojciecha w Skandawie
Parafia pw. św. Wojciecha w Skandawie – parafia rzymskokatolicka znajdująca się w archidiecezji warmińskiej, w dekanacie Kętrzyn.